# Факултет за инжењерски менаџмент Универзитета Унион — Никола Тесла
Факултет за инжењерски менаџмент је приватни факултет у Београду који ради у склопу Универзитета Унион — Никола Тесла у својству независног правног лица. Основан је 2010. године као прва високошколска институција чије је програме признало Друштво инжењерског менаџмента Србије. У складу са Болоњском декларацијом, на Факултету се организују основне, мастер и докторске академске студије.

## Организација
Организационе јединице
- Институт за уметничку културу
- Институт за безбедност

Акредитовани центри
- Акредитовани центар Врбас
- Акредитовани центар Врање

## Библиотека
Библиотека Факултета за инжењерски менаџмент се налази у згради Факултета и једина је библиотека у Србији која међу својим библиотечким јединицама садржи комплетна издања часописа из домена инжењерског менаџмента, инжењерске економије, управљање пројектима и управљање људским ресурсима, издатих у свету у протеклих 10 година. Библиотека располаже уџбеницима потребним за извођење наставе на студијским програмима свих нивоа студија.